# حجم ملف
حجم الملف هو مقدار البيانات التي يحتوي عليها ملف الكمبيوتر والذي يسمى بـالحجم الفعلي، أو مقدار التخزين الذي يستهلكه ملف على وسيطة تخزين والذي يسمى بـالحجم المحجوز أو الحجم على القرص. يتم التعبير عن حجم الملف عادةً بوحدات القياس المبنية على البايت. وتستخدم وحدات حجم الملف إما سابقة مترية (كما هو الحال في ميغابايت وجيجابايت ) أو سابقة ثنائية (كما هو الحال في مبيبايت وجبيبايت ).

## الحجم الفعلي والحجم المحجوز
حجم الملف الفعلي هو مقدار البيانات التي يحويها ملف ما، ولكن عندما تتم كتابة ملف إلى نظام ملفات، وهو ما يحدث في معظم الأجهزة الحديثة، فإنه يستهلك غالبًا مساحة تخزينية أكبر قليلاً من كمية بيانات الملف، تسمى هذه الكمية بـالحجم المحجوز (Allocated Size) أو الحجم على القرص (كما في نظام ويندوز). ربما يختلف الحجم المحجوز لنفس الملف من وسيطة تخزينية إلى أخرى.
والسبب في الفرق بين الحجم الفعلي والحجم المحجوز أن نظام الملفات يقسم القرص إلى عدد من وحدات التخصيص ويحدد لها حجمًا معينًا وعند كتابة ملف إلى نظام الملفات يقوم بحجز عدد صحيح من وحدات التخصيص.، حيث أن وحدة التخصيص هي أصغر وحدة مساحة معنونة من قبل نظام الملفات. ويتراوح حجم وحدة التخصيص من عدة مئات إلى عدة آلاف من البايتات، ويعتمد هذا الحجم على نوع نظام الملفات والحجم الكلي لوسيطة التخزين.
على الرغم من أن أحجام وحدات التخصيص الأصغر تسمح باستخدام أكثر كثافة لمساحة وسيطة التخزين، إلا أنها تقلل من الكفاءة التشغيلية لنظام الملفات، وبالتالي تؤثر على سرعة تحميل الملف.
يسمى الفارق بين الحجم الفعلي والحجم المحجوز بـالمساحة المهدورة ويمكن قياسه تقريبًا على وسيطة معينة بالمعادلة: (حجم وحدة التخصيص)\2 * (عدد الملفات).
كما أن المساحة الفارغة على وسيطة التخزين تساوي حاصل الطرح الحجم المحجوز للملفات من الحجم الكلي للوسيطة، وهي مساوية لحاصل ضرب عدد وحدات التخصيص الغير مستخدمة في حجم وحدة التخصيص.
وكمثال على العلاقة بين الحجم الفعلي والحجم المحجوز، إذا كان لدينا ملف حجمه 17 كيلوبايت (17,408 بايت) وكان حجم عنقود البيانات أو حدة التخصيص على وسيطة التخزين هو 4 كيلوبايت = 4,096 بايت، فإن عدد عناقيد البيانات التي سيتم حجزها على وسيطة التخزين هي 5 عناقيد، والمساحة المحجوزة من وسيطة التخزين هي (عدد العناقيد 5 * مساحة العنقود 4 كيلوبايت)= 20 كيلوبايت.
وهذا جدول يمثل العلاقة بصورة أوضح:
| حجم وحدة التخصيص | 512         | 512                 | 512              | 4,096       | 4,096               | 4,096            |
| الحجم الفعلي     | عدد الوحدات | الحجم المحجوز للملف | المساحة المهدورة | عدد الوحدات | الحجم المحجوز للملف | المساحة المهدورة |
| ---------------- | ----------- | ------------------- | ---------------- | ----------- | ------------------- | ---------------- |
| 1 بايت           | 1           | 512 بايت            | 511 بايت         | 1           | 4,096 بايت          | 4,095 بايت       |
| 3,000 بايت       | 6           | 3,072 بايت          | 72 بايت          | 1           | 4,096 بايت          | 1,095 بايت       |
| 16,896 بايت      | 33          | 16,896 بايت         | 0 بايت           | 5           | 20,480 بايت         | 3,584 بايت       |

## الحجم الأقصى
لا يعتمد الحد الأقصى لحجم الملف الذي يدعمه نظام الملفات على سعة نظام الملفات فحسب، بل يعتمد أيضًا على عدد وحدات البت المحجوزة لتخزين معلومات حجم الملف. الحد الأقصى لحجم الملف في نظام ملفات FAT32، على سبيل المثال، هو 4،294،967،295 بايت، وهو أقل ببايت واحد من أربعة جيجابايتات. يوضح الجدول أدناه تفاصيل الحد الأقصى لحجم الملف لعدد من أنظمة الملفات الشائعة أو التاريخية:
| نظام الملفات | الحجم الأقصى                                                                       |
| ------------ | ---------------------------------------------------------------------------------- |
| APFS         | 8 إكسابايتات                                                                       |
| exFAT        | 16 إكسابايت                                                                        |
| FAT12        | 16 ميغا بايت (وحدة تخصيص = 4 كيلوبايت) أو 32 ميغا بايت (وحدة تخصيص = 8 كيلو بايت ) |
| FAT16B       | 2 جيجا بايت (بدون LFS ) أو 4 جيجا بايت (مع LFS)                                    |
| FAT32        | 4 جيجابايتات                                                                       |
| HFS          | 2 جيجابايت                                                                         |
| HFS +        | 8 إكسابايتات                                                                       |
| HPFS         | 2 جيجا بايت                                                                        |
| NTFS         | 16 إكسابايت                                                                        |

## وحدات البيانات
البايت هو الوحدة الأساسية المعيارية للبيانات. وهو يساوي 8 بتات، يُعبَّر عن أحجام الملفات الأكبر حجمًا عادةً باستخدام كيلوبايت أو ميغابايت أو جيجابايت اعتمادًا على حجم الملف. في حين أن هذه الوحدات الكبيرة ليست دقيقة مثل حجم البايت، فإن معظم أنظمة التشغيل ستكشف عن حجم البايت الحقيقي للملف عن طريق فحص خصائص الملف مباشرة. كما يمكن لأدوات سطر الأوامر أيضًا الكشف عن العدد الدقيق للبايتات أيضًا.
هناك منظومتان لمضاعفات البايت منظومة الأساس الثنائي، ومنظومة الأساس العشري، قبل 2010م كان حجم الملف يعرض بوحدات منظومة الأساس الثنائي فقط في جميع أنظمة التشغيل، وفي 2010م تحولت بعض أنظمة التشغيل لتستعمل منظومة الأساس العشري في حساب حجم الملف.

### منظومة الأساس الثنائي
منظومة الأساس الثنائي تكون فيها مضاعفات البايت من قوى العدد 2، وهي على الترتيب: 210 و220 و230... حتى 280، لكن يشار إلى هذه المضاعفات باصطلاحين هما:
- الاصطلاح التقليدي القائم على استعمال سوابق النظام الدولي للوحدات (SI) للدلالة على المضاعفات الثنائية للبايت، وهي كيلو-، ميغا-، جيجا-، تيرا-، للدلالة على المضاعفات 1024و 10242 و10243 و10244 على التوالي، وتستخدم لها الاختصارات الإنجليزية KB (بحرف K كبير)و MB وGB وTB على التوالي. هذا الاصطلاح معتمد من قبل منظمة JEDEC[6]، وهو المستعمل للدلالة على حجم الملف في أنظمة التشغيل الشائعة حتى 2006م، وهو الاصطلاح الافتراضي في ويكيبيديا الإنجليزية[7] والمستعمل في مايكروسوفت ويندوز إلى الآن[8][9]، يمنع استعمال هذا الاصطلاح في أنظمة تشغيل لينكس[10]، ومنها نظام أوبونتو.[11]
- اصطلاح اللجنة الكهروتقنية الدولية IEC: اقترحت اللجنة الكهروتقنية الدولية IEC استخدام سوابق خاصة للدلالة على المضاعفات الثنائية للبايت، تكون مختلفة عن سوابق النظام الدولي للوحدات وهي: كيبي وميبي وجيبي وتيبي وبيبي وإكسبي وزيبي ويوبي، تتمييزًا لها عن الاصطلاح الدولي لسوابق النظام الدولي للوحدات المبني على المضاعفات العشرية، قدم هذا الاقتراح في ديسمبر 1998م، وبدأ قبوله في أنظمة التشغيل للدلالة على حجم الملف من 2007م، وهو المعتمد في نظام تشغيل أندرويد ابتداء من الإصدار 7 الصادر في أغسطس 2016م.[12]

يوضح الجدول التالي تحويل وحدات مضاعفات البايت المبنية على المضاعفات الثنائية:
| الاصطلاح التقليدي  | الاختصار | اصطلاح IEC               | القيمة بالثنائي | القيمة بالبايت                    | تساوي      |
| ------------------ | -------- | ------------------------ | --------------- | --------------------------------- | ---------- |
| كيلوبايت KiloByte  | ك.ب KB   | كيبيبايت kibibyte (KiB)  | 210             | 1,024                             | 1,024 بايت |
| ميغابايت MegaByte  | م.ب MB   | مبيبايت mebibyte (MiB)   | 220             | 1,048,576                         | 1,024 ك.ب  |
| غيغابايت GigaByte  | ج.ب GB   | جيبيبايت gibibyte (GiB)  | 230             | 1,073,741,824                     | 1,024 م.ب  |
| تيرابايت TeraByte  | ت.ب TB   | تيبيبايت tebibyte (TiB)  | 240             | 1,099,511,627,776                 | 1,024 ج.ب  |
| بيتابايت PetaByte  | PB       | بيبيبايت pebibyte (PiB)  | 250             | 1,125,899,906,842,624             | 1,024 ت.ب  |
| إكسابايت ExaByte   | EB       | إكسبيبايت exbibyte (EiB) | 260             | 1,152,921,504,606,846,976         | 1,024PB    |
| زيتابايت ZettaByte | ZB       | زيبيبايت zibibyte (ZiB)  | 270             | 1,180,591,620,717,411,303,424     | 1,024EB    |
| يوتابايت YottaByte | YB       | يوبيبايت yobibyte (YiB)  | 280             | 1,208,925,819,614,629,174,706,176 | 1,024ZB    |

### منظومة الأساس العشري
هذه المنظومة قائمة على المضاعفات العشرية للبايت: 1,000 و1,000,000 و1,000,000,000... إلخ، وتستخدم سوابق النظام الدولي للوحدات (كيلو، ميغا، جيجا، تيرا) بمدلول مطابق لاستعمال هذه السوابق في الوحدات الأخرى، وتستخدم لها الاختصارات الإنجليزية kB (بحرف k صغير)و MB وGB وTB على التوالي، كان استعمال هذه المنظومة منحصرًا في الدلالة على أحجام الأقراص الصلبة من المصنعين لها، ولكنه بدأ في الانتشار بعد ذلك ليكون المعيار الرسمي لوحدات المعلومات وأحجام الملفات في أنظمة التشغيل أبونتو وماك أو إس وآي أو إس، مضاعفات هذا المنظومة يوضحها الجدول التالي:
| الوحدة             | الاختصار | القيمة العشرية | القيمة بالبايت                    |
| ------------------ | -------- | -------------- | --------------------------------- |
| كيلوبايت KiloByte  | ك.ب kB   | 103            | 1,000                             |
| ميغابايت MegaByte  | م.ب MB   | 106            | 1,000,000                         |
| جيجابايت GigaByte  | ج.ب GB   | 109            | 1,000,000,000                     |
| تيرابايت TeraByte  | ت.ب TB   | 1012           | 1,000,000,000,000                 |
| بيتابايت PetaByte  | PB       | 1015           | 1,000,000,000,000,000             |
| إكسابايت ExaByte   | EB       | 1018           | 1,000,000,000,000,000,000         |
| زيتابايت ZettaByte | ZB       | 1021           | 1,000,000,000,000,000,000,000     |
| يوتابايت YottaByte | YB       | 1024           | 1,000,000,000,000,000,000,000,000 |